# Coupe du monde de cyclo-cross 2014-2015
Navigation
2013-2014 2015-2016
La Coupe du monde de cyclo-cross 2014-2015 est la 22e édition de la coupe du monde de cyclo-cross qui a lieu du 19 octobre 2014 à Fauquemont-sur-Gueule au 25 janvier 2015 à Hoogerheide. Elle comprend six manches pour les hommes et les femmes, quatre manches pour les espoirs et juniors. Toutes les épreuves font partie du calendrier de la saison de cyclo-cross masculine et féminine 2014-2015.

## Calendrier
| # | Date        | Course                                      |
| - | ----------- | ------------------------------------------- |
| 1 | 19 octobre  | Valkenburg (Cauberg Cyclo-Cross)            |
| 2 | 22 novembre | Coxyde (Duinencross)                        |
| 3 | 29 novembre | Milton Keynes                               |
| 4 | 21 décembre | Namur (Cyclo-cross de la Citadelle)         |
| 5 | 26 décembre | Heusden-Zolder (GP Eric De Vlaeminck)       |
|   | 18 janvier  | Roubaix                                     |
| 6 | 25 janvier  | Hoogerheide (Grand Prix Adrie van der Poel) |

## Hommes élites

### Résultats
| # | Date        | Lieu           | Vainqueur            | Deuxième          | Troisième            | Leader du classement général |
| - | ----------- | -------------- | -------------------- | ----------------- | -------------------- | ---------------------------- |
| 1 | 19 octobre  | Valkenburg     | Lars van der Haar    | Kevin Pauwels     | Corné van Kessel     | Lars van der Haar            |
| 2 | 22 novembre | Coxyde         | Wout van Aert        | Kevin Pauwels     | Mathieu van der Poel | Kevin Pauwels                |
| 3 | 29 novembre | Milton Keynes  | Kevin Pauwels        | Klaas Vantornout  | Francis Mourey       | Kevin Pauwels                |
| 4 | 21 décembre | Namur          | Kevin Pauwels        | Lars van der Haar | Philipp Walsleben    | Kevin Pauwels                |
| 5 | 26 décembre | Heusden-Zolder | Lars van der Haar    | Kevin Pauwels     | Corné van Kessel     | Kevin Pauwels                |
| 6 | 25 janvier  | Hoogerheide    | Mathieu van der Poel | Wout van Aert     | Gianni Vermeersch    | Kevin Pauwels                |

### Classement général
| Pos | Coureur           | Points |
| --- | ----------------- | ------ |
| 1   | Kevin Pauwels     | 430    |
| 2   | Lars van der Haar | 345    |
| 3   | Corné van Kessel  | 307    |
| 4   | Philipp Walsleben | 306    |
| 5   | Tom Meeusen       | 290    |
| 6   | Jens Adams        | 256    |
| 7   | Gianni Vermeersch | 255    |
| 8   | Francis Mourey    | 212    |
| 9   | Jeremy Powers     | 210    |
| 10  | Julien Taramarcaz | 209    |

## Femmes élites

### Résultats
| # | Date        | Lieu           | Vainqueur         | Deuxième          | Troisième              | Leader du classement général |
| - | ----------- | -------------- | ----------------- | ----------------- | ---------------------- | ---------------------------- |
| 1 | 19 octobre  | Valkenburg     | Katherine Compton | Helen Wyman       | Sophie de Boer         | Katherine Compton            |
| 2 | 22 novembre | Coxyde         | Sanne Cant        | Sabrina Stultiens | Sophie de Boer         | Sophie de Boer               |
| 3 | 29 novembre | Milton Keynes  | Sanne Cant        | Katherine Compton | Nikki Harris           | Sanne Cant                   |
| 4 | 21 décembre | Namur          | Kateřina Nash     | Marianne Vos      | Katherine Compton      | Sanne Cant                   |
| 5 | 26 décembre | Heusden-Zolder | Marianne Vos      | Kateřina Nash     | Pauline Ferrand-Prévot | Sanne Cant                   |
| 6 | 25 janvier  | Hoogerheide    | Eva Lechner       | Kateřina Nash     | Pauline Ferrand-Prévot | Sanne Cant                   |

### Classement général
| Pos | Coureur               | Points |
| --- | --------------------- | ------ |
| 1   | Sanne Cant            | 246    |
| 2   | Ellen Van Loy         | 204    |
| 3   | Katherine Compton     | 187    |
| 4   | Lucie Chainel-Lefevre | 176    |
| 5   | Sophie de Boer        | 169    |
| 6   | Sabrina Stultiens     | 167    |
| 7   | Helen Wyman           | 166    |
| 8   | Kateřina Nash         | 160    |
| 9   | Nikki Harris          | 152    |
| 10  | Marianne Vos          | 129    |

## Hommes espoirs

### Résultats
| # | Date        | Lieu           | Vainqueur              | Deuxième               | Troisième            | Leader du classement général |
| - | ----------- | -------------- | ---------------------- | ---------------------- | -------------------- | ---------------------------- |
| 1 | 19 octobre  | Valkenburg     | Michael Vanthourenhout | Wout van Aert          | Fabien Doubey        | Michael Vanthourenhout       |
| 2 | 21 décembre | Namur          | Wout van Aert          | Mathieu van der Poel   | Laurens Sweeck       | Wout van Aert                |
| 3 | 26 décembre | Heusden-Zolder | Laurens Sweeck         | Wout van Aert          | Mathieu van der Poel | Wout van Aert                |
| 4 | 25 janvier  | Hoogerheide    | Laurens Sweeck         | Michael Vanthourenhout | Fabien Doubey        | Michael Vanthourenhout       |

### Classement général
| Pos | Coureur                | Points |
| --- | ---------------------- | ------ |
| 1   | Michael Vanthourenhout | 190    |
| 2   | Laurens Sweeck         | 185    |
| 3   | Wout van Aert          | 160    |
| 4   | Clément Venturini      | 131    |
| 5   | Fabien Doubey          | 129    |
| 6   | Mathieu van der Poel   | 125    |
| 7   | Toon Aerts             | 107    |
| 8   | Stan Godrie            | 106    |
| 9   | Gioele Bertolini       | 86     |
| 9   | Jakub Skála            | 86     |

## Hommes juniors

### Résultats
| # | Date        | Lieu           | Vainqueur    | Deuxième            | Troisième        | Leader du classement général |
| - | ----------- | -------------- | ------------ | ------------------- | ---------------- | ---------------------------- |
| 1 | 19 octobre  | Valkenburg     | Eli Iserbyt  | Max Gulickx         | Johan Jacobs     | Eli Iserbyt                  |
| 2 | 21 décembre | Namur          | Johan Jacobs | Eli Iserbyt         | Simon Andreassen | Eli Iserbyt                  |
| 3 | 26 décembre | Heusden-Zolder | Eli Iserbyt  | Jens Dekker         | Max Gulickx      | Eli Iserbyt                  |
| 4 | 25 janvier  | Hoogerheide    | Eli Iserbyt  | Roel Van Der Stegen | Gage Hecht       | Eli Iserbyt                  |

### Classement général
| Pos | Coureur              | Points |
| --- | -------------------- | ------ |
| 1   | Eli Iserbyt          | 230    |
| 2   | Johan Jacobs         | 145    |
| 3   | Max Gulickx          | 141    |
| 4   | Jens Dekker          | 133    |
| 5   | Gage Hecht           | 115    |
| 6   | Jappe Jaspers        | 101    |
| 7   | Stefano Sala         | 90     |
| 8   | Jakob Dorigoni       | 75     |
| 9   | Jarne Driesen        | 72     |
| 10  | Maik van der Heijden | 69     |